# Jan Soetens

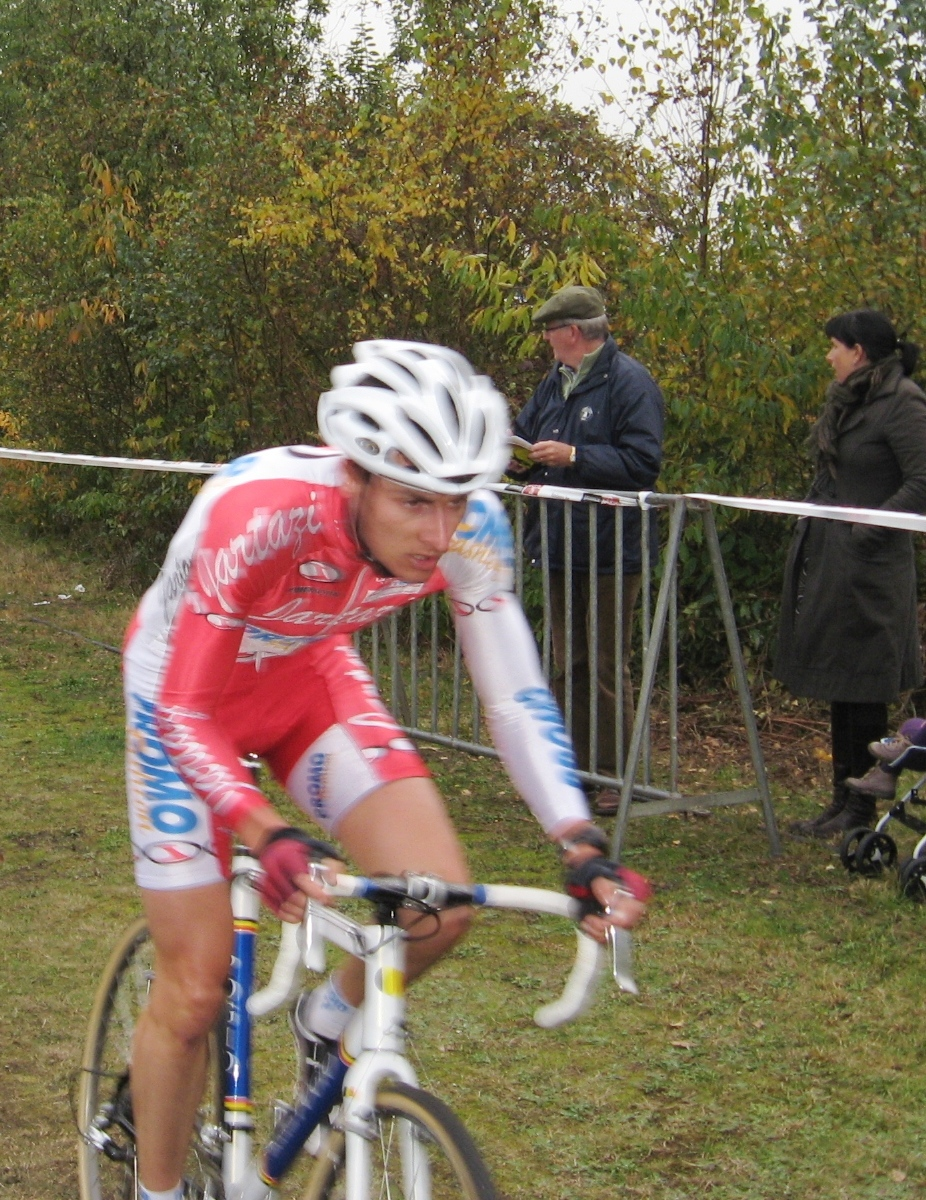
Jan Soetens

Jan Soetens (* 7. Januar 1984 in Geraardsbergen) ist ein belgischer Cyclocross- und Straßenradrennfahrer.
Jan Soetens gewann 2001 beim Superprestige in Gavere das Rennen der Juniorenklasse. In der Saison 2004/2005 wurde er belgischer Meister in der U23-Klasse. Ende 2005 gewann er bei der U23-Europameisterschaft in Pont-Château die Silbermedaille hinter seinem Nationalmannschaftskollegen Niels Albert. 2006 wurde Soetens Profi bei Jartazi-7Mobile. In seinem ersten Jahr dort gewann er den Grand Prix Julien Cajot in Leudelingen. In der Saison 2007/2008 wurde er belgischer Meister der Amateure. 2009 fuhr Soetens für das belgische Continental Team Revor-Jartazi und beendete nach dieser Saison seine internationale Laufbahn.

## Erfolge
2004/2005
- Belgischer Meister (U23)

2006/2007
- Grand Prix Julien Cajot, Leudelingen

## Teams
- 2006 Jartazi-7Mobile
- 2007 Jartazi-Promo Fashion
- 2008 Revor Cycling Team
- 2009 Revor-Jartazi